# Coming Home (chanson de Firelight)
Pour les articles homonymes, voir Coming Home.
Chansons représentant Malte au Concours Eurovision de la chanson
Tomorrow
(2013) Warrior
(2015)
Coming Home est la chanson représentant Malte au Concours Eurovision de la chanson 2014. Elle est interprétée par le groupe Firelight.

## Eurovision
Le diffuseur Public Broadcasting Services organise un concours de sélection qui aboutit à des émissions de télévision, une demi-finale entre vingt chansons le 7 février 2014 et une finale de quatorze chansons le lendemain. La sélection des vingt chansons présentées sur 210 reçues en octobre 2013 est présentée le 3 décembre 2013. Le choix de la chanson gagnante est faite par une voix pour chacun des cinq jurés et une sixième par un télévote. Coming Home est la chanson préférée du jury alors que le télévote choisit Hypnotica de Jessika.
La chanson est d'abord présentée lors de la deuxième demi-finale le 8 mai 2014. Elle est la première de la soirée, précédant Same Heart interprétée par Mei Feingold pour Israël.
La performance maltaise met en vedette Firelight jouant avec des instruments sur scène. Les écrans LED passent du ciel rouge et bleu aux photos en noir et blanc affichées sur les écrans cubiques. Les photos en noir et blanc sont 208 selfies que le diffuseur maltais a reçus après qu'une demande publique fut faite demandant aux fans d'envoyer leurs photos fin mars 2014.
À la fin des votes, la chanson obtient 63 points et finit à la neuvième place sur quinze participants. Elle fait partie des dix premières chansons qui sont sélectionnées pour la finale.
Lors de la finale, la chanson est la vingt-deuxième de la soirée, suivant Running interprétée par András Kállay-Saunders pour la Hongrie et précédant Cliché Love Song interprétée par Basim pour le Danemark.
À la fin des votes, la chanson obtient 32 points et finit à la 23e place sur vingt-six participants.

### Points attribués à Malte lors de la deuxième demi-finale
| 12 points                    | 10 points               | 8 points                         | 7 points      | 6 points              |
| ---------------------------- | ----------------------- | -------------------------------- | ------------- | --------------------- |
| - Macédoine                  |                         | - Géorgie                        | - Royaume-Uni |                       |
| 5 points                     | 4 points                | 3 points                         | 2 points      | 1 point               |
| - Finlande - Italie - Suisse | - Biélorussie - Pologne | - Allemagne - Irlande - Roumanie | - Norvège     | - Autriche - Lituanie |

### Points attribués à Malte lors de la finale
| 12 points                | 10 points     | 8 points             | 7 points | 6 points           |
| ------------------------ | ------------- | -------------------- | -------- | ------------------ |
|                          | - Royaume-Uni |                      |          |                    |
| 5 points                 | 4 points      | 3 points             | 2 points | 1 point            |
| - Azerbaïdjan - Pays-Bas | - Saint-Marin | - Finlande - Irlande |          | - Albanie - Italie |